# Père Anselme
Pierre de Guibours (als Laie) oder Père Anselme de la Vierge Marie (als Mönch) (* 1625 in Paris; † 17. Januar 1694 ebenda) war ein französischer Historiker, Genealoge und Heraldiker.

## Leben
Pierre de Guibours trat am 31. März 1644 in den Orden der barfüßigen Augustiner ein, wo er sein gesamtes Leben der Genealogie widmete. Seine Werke sind:
- Le Palais de l’honneur (1663), das – neben der Genealogie der regierenden Häuser Lothringens und Savoyens – eine vollständige Abhandlung über Heraldik enthält.
- Le Palais de la gloire (1644) zur Genealogie einer Reihe von französischen, aber auch nichtfranzösischen Familien.
- Science héraldique (1674).

Sein wichtigstes Werk ist jedoch die Histoire généalogique de la maison royale de la France et des grands officiers de la couronne (1674, 2 Bände), eine Genealogie des französischen Königshauses sowie dessen wichtigster Amtsträger; dieses Werk entstand auf Vorschlag seines Freundes Honoré Caille, Seigneur du Fourny, der 1712 nach Père Anselmes Tod eine Neuausgabe veranlasste.
Père Anselme lebte und starb im Augustinerkloster Couvent des Petits Pères in der Nähe der Basilika Notre-Dame-des-Victoires. Seine Arbeit wurde von zwei Mönchen des Couvent aufgenommen und weitergeführt, François Baffard (Père Ange de Sainte-Rosalie) und Paul Lucas (Père Simplicien), die ihre beiden ersten Bände einer dritten Ausgabe 1726 publizierten. Diese Ausgabe wuchs später auf neun Folio-Bände an.
de Guibours veröffentlichte ausschließlich unter seinem Ordensnamen Père Anselme. Er und die Weiterbearbeiter seiner Werke nahmen ihre Arbeit generell auf Basis von Originaldokumenten vor und referenzierten so exakt, dass sie auch heute noch von Wert ist.